# William Duncan MacMillan
William Duncan MacMillan (24 de julio de 1871 – noviembre de 1948) fue un matemático y astrónomo estadounidense.

## Semblanza
MacMillan nació en La Crosse, Wisconsin, hijo de D. D. MacMillan, dedicado al negocio de la madera, y de Mary Jane MacCrea. Tenía una hermana y dos hermanos; el más pequeño llegaría a ser director de la compañía de Cargill de Minneapolis.
William se graduó en el Instituto de La Crosse en 1888. En 1889 acudió al Lake Forest College, y después a la Universidad de Virginia. En 1898 se graduó en la Universidad de Fort Worth. Completó un nuevos trabajo de licenciatura en la Universidad de Chicago, obteniendo la maestría en 1906 y el doctorado en 1908.
En 1907, con anterioridad a completar su doctorado, se incorporó al personal de la Universidad de Chicago como ayudante de investigación geológica. En 1908 obtuvo un puesto de docente asociado al departamento de matemáticas, y en 1909 comenzó sus estudios de astronomía en la misma institución. Su carrera como profesor comenzó en 1912, cuando fue nombrado profesor ayudante. En 1917 sirvió como comandante de artillería durante la Primera Guerra Mundial. Tras la guerra, pasó a ser profesor asociado en 1919, y profesor titular en 1924.
Realizó notables contribuciones en matemáticas y astronomía. Fue uno de los primeros en formular una teoría para explicar la paradoja de Olbers en 1922, que más tarde se denominaría "Hipótesis de la luz cansada" (Tired-light hypothesis)
En un artículo publicado por la Associated Press, MacMillan especulaba sobre la naturaleza de posibles civilizaciones interestelares, sosteniendo que deberían ser mucho más avanzadas que la nuestra. "En el espacio exterior, quizás, hay civilizaciones tan por delante de la nuestra como nosotros estamos por encima de una simple célula, teniendo en cuenta que deben ser mucho más antiguas."

## Eponimia
- El cráter lunar MacMillan lleva este nombre en su memoria.[1]